# Johnston (atol)
Johnston is een atol in de noordelijke Stille Oceaan, 1328 km zuidwestelijk van Honolulu, Hawaï en op ongeveer een derde van de afstand tussen Hawaï en de Marshalleilanden. Het behoort tot de Verenigde Staten van Amerika.
Zowel de VS als Hawaï annexeerden het atol in 1858, maar het was de VS die de guano op dit eiland extraheerde tot in de late jaren 1880. Vanaf 1926 was het eiland officieel een natuurreservaat, waarna het in 1934 werd overgenomen door de Amerikaanse marine. De Amerikaanse luchtmacht nam het commando over in 1948, waarna vanaf het eiland tests werden uitgevoerd op gebied van nucleaire en chemische munitie. Deze tests zijn hier uitgevoerd tot in de jaren 50, waarna het eiland tot 2000 de functie kreeg van "veilige opslag" van (thermo)nucleaire en chemische wapens (Agent Orange). Het eiland is nu leeggehaald, en de wapens zijn vernietigd/ontmanteld.
Sinds 6 januari 2009 behoort Johnston tot het Pacific Remote Islands Marine National Monument.

Vlag van het Johnstonatol